# ألف داي
ألف داي (بالإنجليزية: Alf Day)‏ (2 أكتوبر 1907 المملكة المتحدة - 1 يناير 1997) هو لاعب كرة قدم بريطاني.